# Tunnel ferroviaire de Saint-Rimay
Le tunnel de Saint-Rimay est un tunnel ferroviaire situé sur la commune française de Saint-Rimay, dans le Loir-et-Cher. D'une longueur totale de 509 mètres, il a été inauguré en 1881 sur la ligne Pont-de-Braye - Blois.

## Utilisation pendant la Seconde Guerre mondiale
Durant la Seconde Guerre mondiale et l'occupation allemande de la France, la gare de Montoire-sur-le-Loir, située à moins de 5 kilomètres du tunnel fut choisie comme lieu de stationnement du train d'Adolf Hitler pour les entrevues que ce dernier eut avec Pierre Laval le 22 puis le 24 octobre 1940 avec le maréchal Pétain. La gare présentait l'avantage de ne pas être très éloignée du  trajet Paris-Hendaye, Hitler rencontrant le général Franco dans cette ville frontalière le 23 octobre, et de permettre au train de se réfugier dans le tunnel de Saint-Rimay en cas d'attaque aérienne. Une légende prétend que l'entrevue s'est déroulée dans le tunnel et non à la gare de Montoire, ce qui est infondé.
Fin 1942 ou début 1943, le tunnel est fortifié par l'organisation Todt avec l'installation de portes blindées (encore visibles de nos jours), de deux blockhaus (toujours en place) à l'entrée Nord et de bunkers à proximité et de plusieurs batteries antiaériennes disséminées dans les alentours, sur les hauteurs de Saint-Rimay. Un train bureau aménagé pourvu de moyens de transmission y séjourna de longs mois ainsi qu'une petite garnison. À 800 mètres du tunnel, il est possible de trouver les restes des installations électriques et du central téléphonique directement relié à Berlin. Le tunnel devait abriter le Wolfsschlucht III (« gorge ou ravin du loup ») ou W3, un des vingt  Führerhauptquartiere, les quartiers généraux du Führer,, disséminés en Allemagne et en Europe occupée, mais qui finalement n'y sera jamais installé (le nom du site reprenait le thème du loup cher à Hitler, il existait un Wolfsschlucht I situé en Belgique à Brûly-de-Pesche près de Couvin d'où Hitler supervisa une partie de la bataille de France en juin 1940 et un Wolfsschlucht II, en France, à Margival dans l'Aisne, où Hitler se rendit une fois en juin 1944, dix jours après le débarquement allié en Normandie).  
Toutes ces installations défensives autour du tunnel furent cependant inutiles car le site, peut-être à cause de son armement dissuasif, n'a jamais subi la moindre attaque aérienne.

## Utilisation actuelle
Propriété de la SNCF, le tunnel est encore emprunté aujourd'hui par des trains touristiques et de marchandises (céréales et engrais).

## Localisation
Les entrées du tunnel sont situées aux coordonnées géographiques et points kilométriques :
- 47° 46′ 06,8″ N, 0° 55′ 03,7″ E (PK 17,75) : entrée Sud-Ouest
- 47° 46′ 14,9″ N, 0° 55′ 26,6″ E (PK 18,26) : entrée Nord-Est